# نایفلی (کنتاکی)
نایفلی (به انگلیسی: Knifley) یک منطقهٔ مسکونی در ایالات متحده آمریکا است که در شهرستان ادیر، کنتاکی واقع شده‌است. نایفلی ۲۱۸٫۸۵ متر بالاتر از سطح دریا واقع شده‌است.